# Јужна Кореја на Зимским олимпијским играма 2022.
Јужна Кореја учествује на Зимских олимпијских играма 2022. које се одржавају у Пекингу, у Кини од 4. до 20. фебруара 2022. године. Олимпијски комитет Јужне Кореје послао је 64 квалификованих спортиста у тринаест спортова.

## Освајачи медаља

### Злато
- Хван Де-Хон — Брзо клизање на кратким стазама, 1500 м
- Чве Мин-Џон — Брзо клизање на кратким стазама, 1500 м

### Сребро
- Чве Мин-Џон — Брзо клизање на кратким стазама, 1000 м
- Ча Мин-Гју — Брзо клизање, 500м
- Чве Мин-Џон, Ким А-Ран, Ли Ју-Бин, Со Хви-Мин — Брзо клизање на кратким стазама, штафета 3.000 м
- Ли Џун-Со, Ким Дон-Ук, Хван Де-Хон, Квак Јун-Ги, Пак Чан-Хјок — Брзо клизање на кратким стазама, штафета 5.000 м
- Чон Џе-Вон — Брзо клизање, масовни старт

### Бронза
- Ким Мин-Сок — Брзо клизање, 1500 м
- Ли Син-Хун — Брзо клизање, масовни старт

## Учесници по спортовима
| Спорт                           | Мушкарци | Жене | Укупно |
| ------------------------------- | -------- | ---- | ------ |
| Алпско скијање                  | 1        | 2    | 3      |
| Биатлон                         | 1        | 2    | 3      |
| Боб                             | 8        | 1    | 8      |
| Брзо клизање                    | 6        | 4    | 10     |
| Брзо клизање на кратким стазама | 5        | 5    | 10     |
| Керлинг                         | 0        | 5    | 5      |
| Нордијска комбинација           | 1        | 0    | 1      |
| Санкање                         | 3        | 1    | 4      |
| Скелетон                        | 2        | 1    | 3      |
| Скијашко трчање                 | 2        | 3    | 5      |
| Слободно скијање                | 1        | 2    | 3      |
| Сноубординг                     | 2        | 2    | 4      |
| Уметничко клизање               | 2        | 2    | 4      |
| 13 спортова                     | 34       | 30   | 64     |